# On The Loose

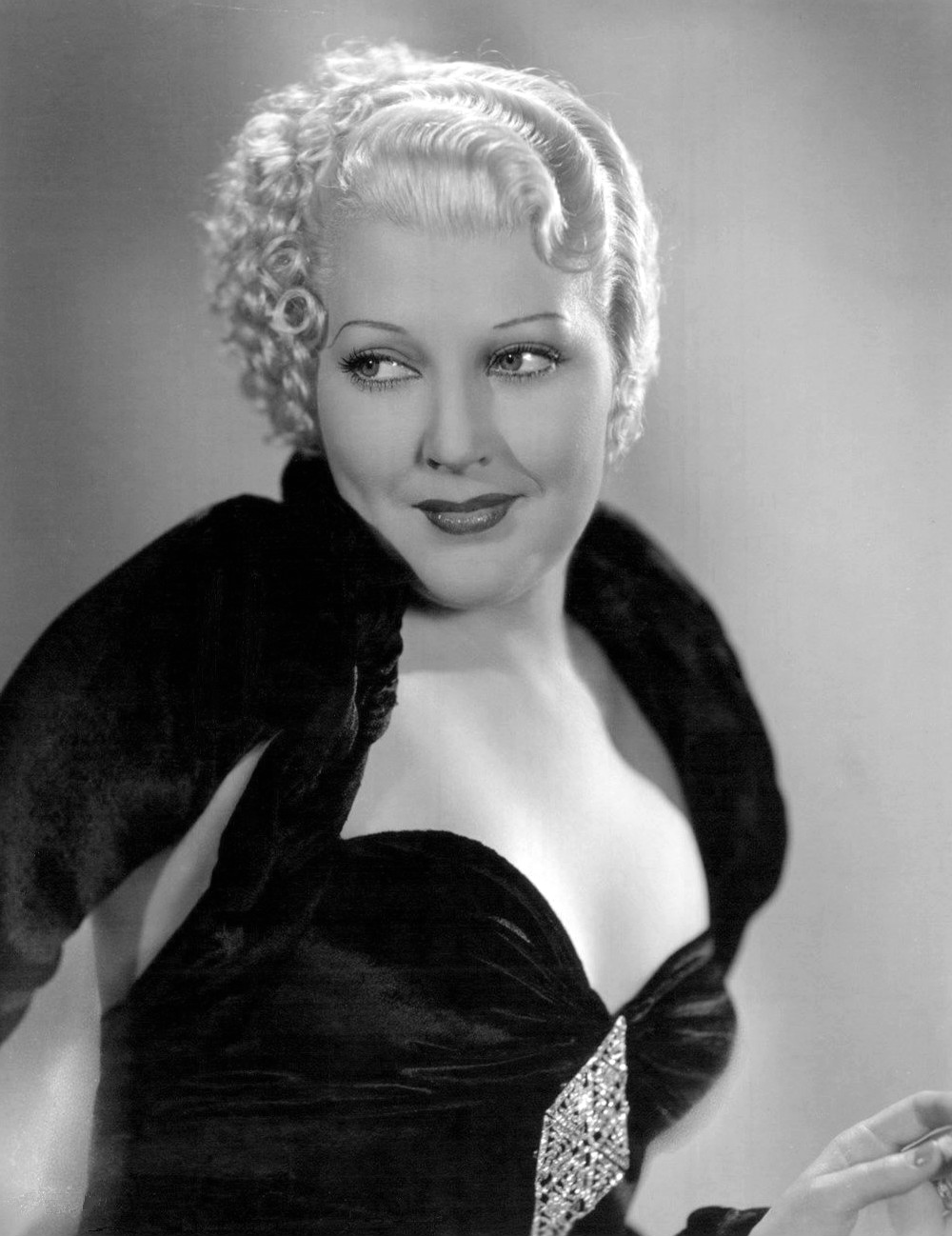
Thelma Todd (1933)

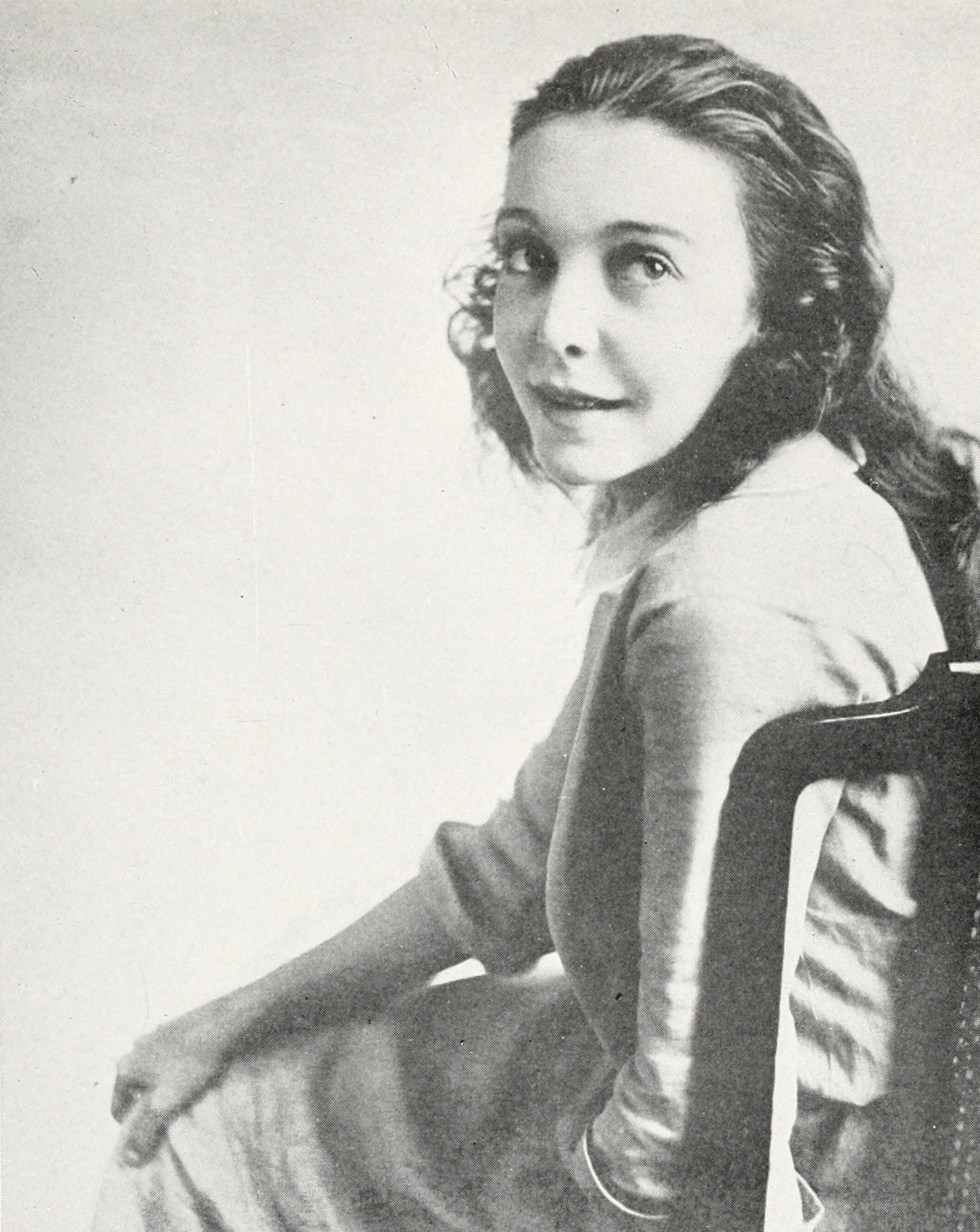
Zasu Pitts (um 1920)

On The Loose ist ein 1931 gedrehter Kurzfilm, in dem Thelma Todd und ZaSu Pitts die Hauptrollen spielen. Das Komikerduo Stan Laurel und Oliver Hardy hat einen Gastauftritt.

## Handlung
Zwei junge Frauen, Zasu und Thelma, beschweren sich, dass alle ihre Verabredungen sie nach Coney Island führen. Am nächsten Tag werden sie mit Schlamm bespritzt, als ein Auto zu nah am Gehweg durch eine Pfütze fährt. Der Fahrer hält an und bietet ihnen an, für sie neue Kleidung zu kaufen. Sie nehmen das Angebot an und fahren neu und hübsch eingekleidet erwartungsvoll mit dem Kavalier und dessen Freund los, nur um wieder im Vergnügungspark von Coney Island zu landen. Bei allerlei Spaß an Schießbude, im Haus der Späße, Rutschen u. a. vergeht die Zeit, wobei es immer wieder zu unglücklichen Zusammentreffen mit einem streitlustigen Rüpel kommt.
In der letzten Szene des Films sitzen ZaSu und Thelma wieder in ihrem Zimmer, als es klopft. Laurel und Hardy erscheinen und laden sie zu einem Ausflug nach Coney Island ein. Verärgert über das Angebot, fangen die empörten Zimmergenossinnen an, Stan und Oliver mit Tonfiguren vom Kaminsims zu bewerfen, die daraufhin fluchtartig das Weite suchen.

## Trivia
Laurel und Hardys Szene dauert nur 41 Sekunden.
Thelma Todd, die 1936 einem mutmaßlichen, jedoch nie bewiesenen Mord zum Opfer fiel, unterstützte Komiker wie Laurel und Hardy (in ihrem ersten Tonfilm Unaccustomed as We Are) und die Marx Brothers (und erntete Grouchos schmachtende Blicke in Monkey Business und Horse Feathers). (TMDb)

## Rezeption
Thelma Todd und ZaSu Pitts, „die weiblichen Laurel & Hardy“ sind anders als ihre männlichen Vorbilder auf situationskomische Inszenierungen angewiesen, die viel mit bekannten weiblichen Stereotypen spielen. Man beachte, wie schnell Todd in diesem Kurzfilm zu Gunsten der Handlung bis auf die Unterwäsche ausgezogen wird. Abgesehen von Laurel und Hardys lebhaftem Cameo kommen die einzigen anderen Lacher von den Laurel & Hardy Veteranen Charlie Hall und Billy Gilbert. Ansonsten handelt es sich bei den Vergnügungspark-Szenen um Runderneuerungen ähnlicher Szenen im frühen Stummfilm Sugar Daddies.